# Methylpyridinium
Methylpyridinium je kvartérní amoniová sůl připravovaná N-methylací pyridinu. Nachází se v některých kávových výrobcích. V samotných kávových zrnech se methylpyridinium nevyskytuje; vzniká teprve během pražení ze svého prekurzoru - trigonelinu. V současné době je methylpyridinium předmětem intenzivního výzkumu pro své protinádorové vlastnosti, zvláště proti kolorektálnímu karcinomu.

## Příprava
Methylpyridinium lze připravit reakcí pyridinu s dimethylsulfátem:
C5H5N + (CH3O)2SO2 → [C5H5NCH3]+CH3OSO -
3 

## Iontová kapalina
Tavenina chloridu methylpyridinia se chová jako iontová kapalina, jejíž vlastnosti v kombinaci s chloridem zinečnatým v teplotním rozmezí 150-200 °C byly popsány několika autory.